# Лаги ди Сибари (Козенца)
Лаги ди Сибари је насеље у Италији у округу Козенца, региону Калабрија.
Према процени из 2011. у насељу је живело 249 становника. Насеље се налази на надморској висини од 2 м.